# Adamson-Eric
Adamson-Eric (Tartu, 18 augustus 1902 - Tallinn, 2 december 1968) was een Estse kunstenaar die bekend stond om zijn werk in de schilderkunst en toegepaste kunst. Zijn volledige naam was Erich Carl Hugo Adamson.

## Leven en carrière
Adamson-Eric werd geboren op 18 augustus 1902. Hij volgde zijn opleiding aan de Charlottenburg kunst en ambachtschool in Berlijn en studeerde later in Parijs bij bekende kunstenaars, zoals Charles Guérin, Roger Bissière, Moise Kisling en André Lhote. In 1925 trad hij toe tot de privé-academie van de Russische kunstenaar Vasili Shukhaev, waar hij zich concentreerde op de stromingen van de art deco en Neue Sachlichkeit.
Gedurende zijn carrière als kunstenaar, die bijna vier decennia besloeg, maakte Adamson-Eric gebruik van verschillende genres en technieken in zijn werk. Zijn oeuvre omvat schilderijen, toegepaste kunst, en andere artistieke creaties. Hij werd beschouwd als een van de belangrijkste vertegenwoordigers van de klassieke modernistische kunst in Estland.
In Tallinn staat een kunstmuseum gewijd aan zijn werk.